# Клиническая конечная точка
Клинические конечные точки, или клинические исходы — показатели исхода исследования, относящиеся к возникновению заболевания, его симптома, признака или лабораторного отклонения, представляющих собой целевой исход в клинических исследованиях. Также термин может относиться к так называемым гуманным (клиническим) конечным точкам — любому заболеванию или признаку, который становится веской причиной для выхода субъекта или организации из исследования.
Первичная конечная точка клинического исследования —  конечная точка, которая определяет мощность исследования.
Вторичные конечные точки — дополнительные конечные точки, предпочтительно также заранее определенные, которые могут не влиять на мощность.
Суррогатные конечные точки —  конечные точки исследования, заменяющие клиническую конечную точку, часто по причине сложности ее изучения. Например, в качестве суррогатной конечной точки для смерти от сердечно-сосудистых заболеваний используется повышение артериального давления, для которого существуют убедительные доказательства причинно-следственной связи.

## Область применения
В общем смысле клиническая конечная точка включена в перечень объектов, представляющих интерес в рамках исследования. Результаты клинического испытания обычно обозначаются как количество людей, включенных в исследование, которые достигли заранее установленной клинической конечной точки в течение исследования, по сравнению с общим количеством людей, которые были включены в исследование. Как только пациент достигает конечной точки, он или она, как правило, исключается из дальнейшего экспериментального вмешательства (отсюда и сам термин «конечная точка»).
Например, в клиническом исследовании, где изучается способность лекарства предотвращать сердечный приступ, в качестве конечной точки может использоваться боль в груди. Любой пациент, включенный в исследование, у которого в течение исследования появляется боль в груди, будет считаться достигшим этой клинической конечной точки. В конечном итоге результаты исследования будут отражать долю пациентов, достигших конечной точки в виде появления боли в груди, по сравнению с общим количеством пациентов, включенных в исследование.
Когда эксперимент включает контрольную группу, доля субъектов, достигших клинической конечной точки после вмешательства, сравнивается с долей субъектов в контрольной группе, достигших той же клинической конечной точки, что отражает способность вмешательства предотвратить данную конечную точку.
В клиническом исследовании обычно определяется или указывается первичная конечная точка как показатель, который будет считаться успехом исследуемой терапии (например, для обоснования при получении регистрационного удостоверения). Первичной конечной точкой может быть статистически значимое улучшение общей выживаемости (ОВ). В исследовании также может быть определена одна или несколько вторичных конечных точек, таких как выживаемость без прогрессирования заболевания, которые будут измерены и, как ожидается, достигнуты. В ходе исследования также могут быть определены поисковые конечные точки, вероятность достижения которых ниже, чем у названных ранее.

## Примеры
Клинические конечные точки могут быть получены различными методами, например с помощью поведенческих или когнитивных оценок; биомаркеров, полученных с помощью электроэнцефалографии (ЭЭГ), МРТ, ПЭТ, или биохимических биомаркеров.
В клинических исследованиях рака распространенные конечные точки включают выявление местного рецидива, выявление регионарных метастазов, выявление отдаленных метастазов, появление симптомов, госпитализацию, увеличение или уменьшение потребности в обезболивающих препаратах, появление токсичности, потребность в спасительной химиотерапии, потребность в спасительной хирургии, потребность в спасительной радиотерапии, смерть от любой причины или смерть от болезни. В онкологическом исследовании может быть предусмотрена общая выживаемость, обычно указывающая на время до смерти от любой причины, или выживаемость в зависимости от заболевания, когда конечной точкой является смерть от заболевания или смерть от токсичности.
Эти показатели выражаются в виде периода времени (продолжительность выживания), например в месяцах. Часто для подсчета конечной точки используется медиана, чтобы можно было рассчитать конечную точку испытания, когда ее достигнут 50 % испытуемых, а расчет среднего арифметического может быть произведен только после того, как все испытуемые достигнут конечной точки .

### Безрецидивная выживаемость
Безрецидивная выживаемость обычно используется для анализа результатов лечения локализованного заболевания, в результате которого пациент освобождается от болезни, например операция или операция и адъювантная терапия. При безрецидивной выживаемости событием является рецидив, а не смерть. Люди с рецидивом все еще выживают, но они не свободны от болезни. Так же как в кривых выживания не все пациенты умирают, в «кривых безрецидивной выживаемости» не все пациенты рецидивируют, и кривая может иметь конечное плато, представляющее пациентов, у которых не было рецидива после максимального срока наблюдения. Поскольку пациенты выживают по крайней мере некоторое время после рецидива, кривая фактической выживаемости будет выглядеть лучше, чем кривая безрецидивной выживаемости.

### Выживаемость без прогрессирования
Выживаемость без прогрессирования обычно используется при анализе результатов лечения прогрессирующего заболевания. Событием для выживания без прогрессирования является ухудшение или прогрессирование заболевания или смерть пациента от любой причины. Время до прогрессирования —  аналогичная конечная точка, которая игнорирует пациентов, умерших до начала прогрессирования заболевания.

### Продолжительность ответа
Продолжительность ответа иногда используется для анализа результатов лечения прогрессирующего заболевания. Событием является прогрессирование заболевания (рецидив). Эта конечная точка предполагает выделение подгруппы пациентов. Она измеряет продолжительность ответа у тех пациентов, которые ответили на терапию. Пациенты, не ответившие на терапию, сюда не включаются.

### Общая выживаемость
Общая выживаемость основана на смерти от любой причины, а не только от заболевания, которое лечится, поэтому она учитывает смерть от побочных эффектов лечения и влияние на выживаемость после рецидива.

### Токсическая смертность
В отличие от общей выживаемости, которая основана на смерти от любой причины или от заболевания, которое лечится, коэффициент токсической смертности учитывает только те смерти, которые непосредственно связаны с лечением. Эти показатели обычно низки или равны нулю, поскольку клинические испытания обычно прекращаются, когда происходит токсическая смерть. Даже при химиотерапии общий показатель обычно составляет менее одного процента. Однако отсутствие систематических вскрытий ограничивает наше понимание смертей, вызванных лечением .

### Процент серьезных нежелательных явлений
Под процентом серьезных нежелательных явлений подразумевается процент пациентов, прошедших лечение, у которых наблюдалось одно или несколько таких явлений. Серьезные нежелательные явления определяются Управлением по продуктам питания и лекарствам США как «любое нежелательное явление, возникающее при получении любой дозы лекарства, которое приводит к любому из следующих исходов:
- смерть;
- опасное для жизни неблагоприятное воздействие препарата;
- госпитализация в стационар или продление существующей госпитализации;
- стойкая или значительная нетрудоспособность или существенное нарушение способности выполнять обычные жизненные функции;
- врожденная аномалия / врожденный дефект;
- важные медицинские события, которые не приводят к смерти, не угрожают жизни и не требуют госпитализации, могут считаться серьезными, если на основании соответствующего медицинского заключения они могут подвергнуть опасности пациента или субъекта и могут потребовать медицинского или хирургического вмешательства для предотвращения одного из исходов, перечисленных в данном определении».

## Гуманная конечная точка
Гуманная конечная точка может быть определена как момент прекращения, минимизации или уменьшения боли и/или дистресса для субъекта в испытании (например, экспериментального животного) путем принятия таких мер, как гуманное умерщвление животного, прекращение болезненной процедуры или назначение лечения для облегчения боли и/или дистресса . Возникновение у субъекта в испытании такого состояния может потребовать выхода из испытания до того, как интересующий его целевой результат будет полностью достигнут.

## Суррогатная конечная точка
Суррогатная конечная точка (или маркер) —  показатель эффекта конкретного лечения, который может коррелировать с реальной клинической конечной точкой, но не обязательно имеет гарантированную связь. Национальные институты здравоохранения (США) определяют суррогатную конечную точку как «биомаркер, предназначенный для замены клинической конечной точки» .

## Комбинированная конечная точка
В некоторых исследованиях изучается частота встречаемости комбинированной конечной точки, которая может объединять различные исходы в одну группу. Например, в исследовании инфаркта может быть представлена частота встречаемости комбинированной конечной точки — боли в груди, инфаркта миокарда или смерти. Примером исследования рака с комбинированной конечной точкой является безрецидивная выживаемость; конечной точкой является смерть участников исследования или обнаружение рецидива. Общая полезность лечения — пример многомерной комбинированной конечной точки в клинических испытаниях рака .
Что касается гуманных конечных точек, то комбинированная конечная точка может представлять собой порог, при котором совокупности степени заболевания, симптомов, признаков или лабораторных отклонений достаточно, чтобы мотивировать вмешательство.

## Показатели ответа
Коэффициент ответа —  процент пациентов, на которых терапия оказывает определенный эффект; например рак регрессирует или исчезает после лечения .
При использовании в качестве конечной клинической точки в испытаниях методов лечения рака этот показатель часто называют частотой объективного ответа (ЧОО) . Определение ЧОО, данное FDA, таково —  «доля пациентов с уменьшением размеров опухоли на заранее определенную величину и в течение минимального периода времени» .
Каждое исследование при любом заболевании или состоянии может определять, что считается полным ответом (ПО) или частичным ответом (ЧО) на терапию или вмешательство. Следовательно, испытания сообщают о частоте полного ответа и общей частоте ответа, которая включает в себя ПО и ЧО. 

## Последовательность
В различных исследованиях по определенной теме часто не рассматриваются одинаковые результаты, что затрудняет получение клинически полезных выводов при рассмотрении группы исследований в целом. Инициатива Core Outcomes in Women’s Health (CROWN) является одной из попыток стандартизации результатов .